# Sophie Pfennigstorf
Sophie Pfennigstorf (* 11. August 1989 in Leipzig) ist eine deutsche Theater- und Filmschauspielerin.

## Leben
Nach ihrer Schulzeit studierte Pfennigstorf von 2012 bis 2015 an der Hochschule für Musik und Theater Rostock Schauspiel. Während ihres Studiums war sie am Volkstheater Rostock im Stück Sonnenallee zu sehen. 2015 erhielt sie für ihre Leistung in dem Stück Eigennichtartig, Bewegungsprojekt den Ensemblepreis der deutschsprachigen Schauspielschulen. Von 2017 bis 2019 gehörte sie zum Ensemble des Theater Lübeck.
Bereits während ihres Studiums wirkte sie an einem Kurzfilm und einer Episodenrolle der Fernsehserie SOKO Donau als Schauspielerin mit. Ab 2015 folgten verschiedene Besetzungen in Spielfilmen und Filmreihen, wie dem Tatort, und Charakterrollen in Fernsehserien wie The Team oder Die Protokollantin. 2021 war sie in der Miniserie Du sollst nicht lügen zu sehen.
In der 21. Folge der ZDF-Samstagskrimireihe Stralsund, die in Stralsund, auf Rügen, in Hamburg und Umgebung gedreht wurde, übernahm Sophie Pfennigstorf als Kommissarin Jule Zabek ihren Dienst bei der Stralsunder Mordkommission  und löste damit die langjährige Kommissarin Nina Petersen (Katharina Wackernagel) ab.

## Theater
- 2012: Version 20.12, Regie: Isabella Jeschke (Kosmos Theater)
- 2014: Sonnenallee, Regie: Alexander Marusch (Volkstheater Rostock)
- 2014: Sommertheater HMT, Regie: Esther Zschieschow (Rostock Tour)
- 2015: Eigennichtartig, Bewegungsprojekt, Regie: Romy Hochbaum (HMT Theater)
- 2016: Muttersprache Mameloschn, Regie: Carolin Millner (Studio Naxos)
- 2016: Dosenfleisch, Regie: Marc Reisig (Frankfurt LAB)
- 2017: Die Geschichte der Zukunft, Regie: Jasna Miletic (Flugwerk)
- 2017: Medea oder das goldene Vlies, Regie: Lucia Bihler (Theater Lübeck)
- 2018: Die tonight or live forever oder das Prinzip Nosferatu, Regie: Marie Bues (Theater Lübeck)
- 2018: Brüder Karamasow, Regie: Pit Holzwarth (Theater Lübeck)
- 2018: Das Licht im Kasten, Regie: Marie Bues (Theater Lübeck)
- 2018: Berlin Alexanderplatz, Regie: Andreas Nathusius (Theater Lübeck)
- 2019: Caligula, Regie: Mirja Biehl (Theater Lübeck)
- 2019: Drei Schwestern, Regie: Lilly Sykes (Theater Lübeck)

## Filmografie
- 2012: SOKO Donau (Fernsehserie, Episode 8x02)
- 2015: Am Ende des Sommers (Fernsehfilm)
- 2015: The Team (Fernsehserie, 6 Episoden)
- 2015: Homeland (Fernsehserie, Episode 5x05)
- 2015: Die Postgötter (Kurzfilm)
- 2016: Der Kriminalist (Fernsehserie, Episode 11x07)
- 2016: Sanft schläft der Tod (Fernsehfilm)
- 2016: Vor der Asche (Kurzfilm)
- 2016: Tatort: HAL (Fernsehreihe)
- 2017: In Zeiten des abnehmenden Lichts
- 2017: Babylon Berlin (Fernsehserie, 3 Episoden)
- 2017: Tatort: Dunkle Zeit (Fernsehreihe)
- 2018: The Horror (Mini-Serie, 2 Episoden)
- 2018: Die Protokollantin (Fernsehserie, 5 Episoden)
- 2018: The Sparrow (Kurzfilm)
- 2019: Einstein (Fernsehserie, Episode 3x06)
- 2019: Die Toten von Salzburg: Mordwasser (Fernsehfilm)
- 2019: SOKO Donau (Fernsehserie, Episode 14x16)
- 2019: Pelikanblut – Aus Liebe zu meiner Tochter
- 2020: Letzte Spur Berlin – Der Tod ist Groß (Fernsehfilm)
- 2020: Die Inselärztin (Fernsehserie, 2 Episoden)
- 2020: Die Kanzlei (Fernsehserie, Episode 5x12)
- 2020: Friesland: Gegenströmung
- 2020: 2 Minuten (Webserie, 6 Episoden)
- 2021: SOKO Hamburg: Nachts auf dem Friedhof
- 2021: Du sollst nicht lügen (Miniserie, 4 Episoden)
- 2021: WaPo Berlin (Fernsehserie, Episode 2x05)
- 2021: Alarm für Cobra 11 – Die Autobahnpolizei (Fernsehserie, Episode 26x08)
- 2021: Die Bergretter (Fernsehserie, Episode 13x05)
- 2021: Ein Sommer in … – Ein Sommer in Istrien (Fernsehreihe)
- 2022: Survivors (Sopravvissuti, Fernsehserie, 12 Episoden)
- 2022: Tatort: Borowski und der Schatten des Mondes (Fernsehreihe)
- 2023: Ostfriesenfeuer
- seit 2023: Stralsund (Fernsehreihe) → siehe Episodenliste
- 2023: Tatort: Pyramide (Fernsehserie)
- 2024: Polizeiruf 110: Wasserwege